# Іване-Золотецький розріз нижнього девону
Іва́не-Золоте́цький ро́зріз ни́жнього дево́ну — відслонення, геологічна пам'ятка природи місцевого значення в Україні. Розташована за 400 м нижче від села Іване-Золоте Заліщицької міської громади Чортківського району Тернопільської області, на крутому лівому схилі долини річки Дністер.
Площа — 2 га. Оголошений об'єктом природно-заповідного фонду рішенням виконкому Тернопільської обласної ради від 23 грудня 1976 № 637. Перебуває у віданні Заліщицької міської громади.
Входить до заповідної зони національного природного парку «Дністровський каньйон».
Під охороною — відслонення порід жединського ярусу (нижній девон), складене червоними алевролітами і дрібнозернистими пісковиками з рештками викопних риб (потужність бл. 12,5 м) та зеленувато-сірими, червоними, жовтувато-сірими, тонко-плитчастими аргілітами з рештками тен-такулітів і остракод (25 м).
Відслонення має важливе значення для вивчення стратиграфії нижнього девону.